# Kaplica św. Jerzego w Słupsku
Kościół św. Jerzego – kościół rektoralny w Słupsku, położony na placu bł. Bronisława Kostkowskiego. Od 19 marca 2020 roku, decyzją ks. bpa Edwarda Dajczaka kościół służy duszpasterstwu Tradycji Katolickiej w Słupsku i w każdą niedzielę odprawiane są w nim Msze trydenckie.
W latach 2021-2023 roku funkcję duszpasterza pełnił ks. Robert Górski. W 2023 roku biskup koszalińsko-kołobrzeski Zbigniew Zieliński nowym duszpasterzem zamianował ks. Wojciecha Borkowskiego. Od 2024 roku duszpasterzami są również ks. dr Jan Wojtaczak oraz ks. Hubert Haber. 
11 października 2024 roku biskup diecezjalny Zbigniew Zieliński dokonał uroczystej konsekracji ołtarza i poświęcił odnowiony kościół.  

## Historia

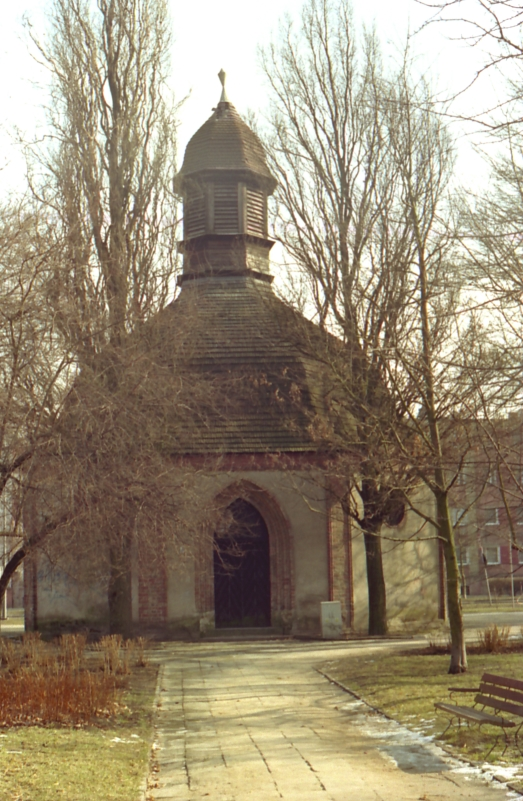
Kaplica św. Jerzego w Słupsku

Kościół pochodzi zapewne 1. poł. XV w., jest zbudowany z cegły. Dopiero w latach 1492, 1493 – wzmiankowana była wikaria przy kościele św. Jerzego, znajdująca się poza murami miasta (Klempin, nr 655, s. 77-78; nr 986, s. 120). Kościół został odnowiony w 1610. W 1681 wybuchł pożar, podczas którego zniszczeniu uległo bogato zdobione sklepienie oraz wieża. W 1689 wykonano kopulasty dach z latarnią. W roku 1912 kościół został przeniesiony cegła po cegle do parku przy południowym narożu Starego Miasta (obecnie plac bł. Bronisława Kostkowskiego). W 1960 roku wykonano dach z gontu.
Do początku 2020 roku świątynia służyła jako sala wystawowa klubowi plastyka-amatora im. S. Morawskiego działającemu przy Słupskim Ośrodku Kultury.
19 marca 2020 roku, biskup koszalińsko-kołobrzeski Edward Dajczak, przekazał kościół na wyłączność duszpasterstwu Tradycji katolickiej i przywrócił tym samym sprawowanie kultu Bożego w tym miejscu.
Od lipca 2022 do maja 2023 roku w kościele trwały prace remontowo-budowlane podczas których odnowiono wnętrze kościoła oraz wybudowano nowy ołtarz.
W 2023 roku biskup diecezjalny zwolnił ks. Roberta Górskiego z obowiązków duszpasterza mianując go proboszczem parafii w Świeszynie. W jego miejsce zamianował ks. Wojciecha Borkowskiego. Od 2024 roku duszpasterzami posługującymi w tym kościele zostali ponadto: ks. dr Jan Wojtczak i ks. Hubert Haber.
11 października 2024 roku, biskup Zbigniew Zieliński dokonał uroczystej konsekracji kościoła oraz przedsoborowego ołtarza, w którym złożył relikwie św. Piusa i św. Urbana, papieży i męczenników.